# Second Round's on Me
Second Round's on Me è il secondo album da solista del rapper Obie Trice. Così come il precedente e primo album Cheers, anche questo ha raggiunto la top 10 della classifica Billboard 200.

## Tracce
| #   | Titolo                                                | Produttore(i)      | Durata |
| --- | ----------------------------------------------------- | ------------------ | ------ |
| 01  | "Intro"                                               |                    | 0:37   |
| 02  | "Wake Up"                                             | Eminem, Luis Resto | 2:51   |
| 03  | "Violent"                                             | Eminem, Luis Resto | 4:04   |
| 04  | "Wanna Know"                                          | Emilio             | 4:03   |
| 05  | "Lay Down"                                            | Eminem, Luis Resto | 2:54   |
| 06  | "Snitch" (feat. Akon)                                 | Akon               | 4:01   |
| 07  | "Cry Now"                                             | Witt & Pep         | 3:59   |
| 08  | "Ballad of Obie Trice"                                | Eminem, Luis Resto | 2:53   |
| 09  | "Jamaican Girl" (feat. Brick & Lace)                  | Eminem, Luis Resto | 3:38   |
| 10  | "Kill Me a Mutha"                                     | Eminem, Luis Resto | 3:21   |
| 11  | "Out of State"                                        | Swinga, Eminem     | 2:30   |
| 12  | "All of My Life" (feat. Nate Dogg)                    | Trell, Eminem      | 4:15   |
| 13  | "Ghetto" (feat. Trey Songz)                           | J.R. Rotem         | 4:20   |
| 14  | "There They Go" (feat. Big Herk, Eminem, Trick-Trick) | Eminem, Luis Resto | 3:49   |
| 15  | "Mama" (feat. Trey Songz)                             | J.R. Rotem         | 4:09   |
| 16  | "24's"                                                | J.R. Rotem         | 3:18   |
| 17  | "Everywhere I Go" (feat. 50 Cent)                     | Eminem, Luis Resto | 3:41   |
| 18  | "Obie Story"                                          | J.R. Rotem         | 3:55   |
| 19* | "Terrible"                                            | Mr. Lee            | 3:55   |
| 20* | "Luv" (feat. Jaguar Wright)                           | 9th Wonder, Eminem | 3:54   |

## Posizione nelle classifiche

### Album
| Anno | Album                | Posizione     | Posizione              | Posizione           |
| Anno | Album                | Billboard 200 | Top R&B/Hip Hop Albums | Top Canadian Albums |
| ---- | -------------------- | ------------- | ---------------------- | ------------------- |
| 2006 | Second Round's on Me | 8             | 5                      | 4                   |

L'album ha debuttato al numero 8 con 74,150 copie vendute.

## Campionamenti
- "Cry Now" campiona "Blind Man" di Bobby Blue Band.

## Singoli
| Informazioni                                         |
| ---------------------------------------------------- |
| Snitch - Pubblicato: 23 maggio 2006 - B-side:        |
| Cry Now - Pubblicato: 18 luglio 2006 - B-side:       |
| Jamaican Girl - Pubblicato: 15 agosto 2006 - B-side: |